# Roxane Wilson
Roxane "Roxie" Wilson (Durban, 1965) es una actriz australiana, más conocida por haber interpretado a Daniella Mayo en la serie Stingers y a Ellie Delaney en The Alice.

## Biografía
Nacida en Durban, Sudáfrica, es hija de Carla Wilson una italiana y de padre inglés, su padrastro es Ian "Pee Wee" Wilson vocalista y miembro del legendario grupo australiano "The Delltones".
Se entrenó en el Western Australian Academy of Performing Arts "WAAPA".
El 21 de enero de 2001 se casó con el actor neozelandés Grant Bowler, la pareja le dio la bienvenida a su primera hija, Edie Bowler en 2003 y más tarde en 2005 a su segundo hijo, Zeke Bowler. La pareja se divorció en 2011.

## Carrera
Ha trabajado como profesora de interpretación para "Screenwise" y "ATYP".
Comenzó su carrera como modelo en 1981 donde firmó con la agencia de modelos "Chadwick" en Sídney y en 1983 firmó con la agencia "Wilhelmina Models" después de mudarse a Nueva York.
En 2000 se unió al elenco principal de la serie policíaca Stingers donde interpretó a la oficial de la policía Daniella "Danni" Mayo hasta 2002 después de que su personaje decidiera renunciar al comenzar a tener problemas con el detective inspector Luke Harris (Gary Sweet).
El 3 de junio de 2011 apareció como invitada en la popular serie australiana Home and Away donde interpretó a la empresaria Laura Carmody, una antigua amiga de Ruth Stewart (Georgie Parker) hasta el 19 de julio del mismo año después de que su personaje se fuera de la bahía con el dinero de Ruth.
En 2013 apareció como invitada en la serie Wonderland donde interpretó a Kate, la pareja de Helena (Gia Carides).

## Filmografía[3]
Series de televisión
| Año         | Título             | Personaje         | Notas                        |
| ----------- | ------------------ | ----------------- | ---------------------------- |
| 2013        | Wonderland         | Kate              | episodio "Equal Rights"      |
| 2011        | Home and Away      | Laura Carmody     | 16 episodios                 |
| 2010        | City Homicide      | Myra Rawlings     | episodio "Empowerment"       |
| 2009        | Rescue Special Ops | Chantelle Gregory | 2 episodios                  |
| 2008        | Out of the Blue    | Angela Mulroney   | 17 episodios                 |
| 2008        | Outrageous Fortune | Candy             | episodio "Guilty Creatures"  |
| 2005 - 2006 | The Alice          | Ellie Delaney     | 22 episodios                 |
| 2000 - 2002 | Stingers           | Daniella Mayo     | 69 episodios                 |
| 2000        | BeastMaster        | Reina Atlanta     | episodio "A Devil's Deal"    |
| 1998 - 1999 | Water Rats         | Suzi Abramovich   | 6 episodios                  |
| 1998        | Murder Call        | Kristen Charlton  | episodio "Deadfall"          |
| 1998        | Wildside           | Marilyn O'Connor  | episodio # 1.33              |
| 1997        | Big Sky            | Robbie Manning    | 13 episodios                 |
| 1996        | Police Rescue      | Tessa             | episodio "The Only Constant" |
| 1995        | Echo Point         | Coral O'Connor    | -                            |
| 1990        | Family and Friends | Jennifer Chandler | -                            |

Películas
| Año  | Título                                    | Personaje          | Notas                                                                                     |
| ---- | ----------------------------------------- | ------------------ | ----------------------------------------------------------------------------------------- |
| 2015 | Crushed                                   | Sophie             | junto a Les Hill, Aaron Glenane, Sarah Bishop, Robert Preston & Jamie Irvine              |
| 2012 | Spirit-ED                                 | Mrs. Jones         | corto - junto a Miriam Margolyes, Bruce Spence, Sonia Todd & Kieran Darcy-Smith           |
| 2012 | Emily                                     | Jane               | corto - junto a Meegan Warner                                                             |
| 2012 | Black & White & Sex                       | Angie a los 4      | junto a Katherine Hicks, Michelle Vergara Moore & Matthew Holmes                          |
| 2010 | Mrs. Wright                               | Mrs. Wright        | corto - junto a Graham Harvey, Dorje Swallow & Veronica Sywak                             |
| 2008 | Punishment                                | Marie Rogen        | junto a Nicholas Bishop, Scott McRae & Bryan Probets                                      |
| 2004 | The Alice                                 | Ellie Delaney      | junto a Erik Thomson, Jessica Napier, Caitlin McDougall, Damien Garvey & Andrew McFarlane |
| 2001 | Lucky Blue                                | Lucy               | cortometraje                                                                              |
| 2000 | A Once Smiling Woman                      | Mujer en la Tienda | corto - junto a Max Gallios, Rebecca Hamilton, Genevieve Mooy & Frank Whitten             |
| 1999 | Erskineville Kings                        | Lady               | junto a Hugh Jackman, Joel Edgerton & Roy Billing                                         |
| 1999 | True Colours                              | Helen              | corto - junto a Hugo Weaving & Alex Hughes                                                |
| 1999 | The Day Neil Armstrong Walked on the Moon | -                  | junto a Yvette Alcott, Margaret Cruikshank, Scott Ferguson & Rob Steele                   |
| 1999 | Change of Heart                           | Anne               | junto a Tony Barry, Grant Bowler, Jerome Ehlers, Chris Haywood & Pippa Grandison          |
| 1999 | The Heroes                                | Charlotte          | cortometraje                                                                              |
| 1998 | Reflections                               | Helen Stacey       | junto a Vanessa Downing, Tim Elston, Daniel Rigney & Kym Wilson                           |
| 1994 | Spare Tires                               | Helen              | cortometraje                                                                              |
| 1994 | Shadow Chasing                            | Kate               | cortometraje                                                                              |
| 1992 | Loose Ends                                | Lee                | cortometraje                                                                              |
| 1989 | Azzedene                                  | Azzedene           | cortometraje                                                                              |

Entrenadora de drama
| Año  | Título          | Notas        |
| ---- | --------------- | ------------ |
| 2008 | Out of the Blue | 25 episodios |

Teatro
| Año  | Obra                                | Personaje          | Director (a)     | Teatro              | Notas                                        |
| ---- | ----------------------------------- | ------------------ | ---------------- | ------------------- | -------------------------------------------- |
| 2000 | Freak Winds                         | Myra               | Marshall Napier  | Old Fitzroy Theatre | junto a Damian de Montemas & Marshall Napier |
| 1999 | Finding the Sun                     | Cordelia           | Morgan Smallbone | -                   | -                                            |
| 1998 | Practical Mamet                     | -                  | -                | -                   | -                                            |
| 1994 | Private Lives                       | Amanda Prynne      | Tim Elston       | -                   | -                                            |
| 1994 | Rosencrantz & Guilderstern are Dead | Gertrude           | Richard Penny    | -                   | -                                            |
| 1993 | Taming the Shrew                    | Hortensio          | Rhys McConnochie | -                   | -                                            |
| 1993 | Bobbin' Up                          | Jeanie/Violet/Rita | Chris Edmund     | -                   | -                                            |
| 1993 | Lady Windermere's Fan               | Lady Plymdale      | Lisle Jones      | -                   | -                                            |
| 1993 | Bumpy Angels                        | Blanche            | Davilla David    | -                   | -                                            |
| 1993 | A Dream Play                        | Alice              | Chris Edmund     | -                   | -                                            |
| 1993 | Red Noses                           | Madre Metz         | Robbie Warwick   | -                   | -                                            |
| 1992 | A Month in the Country              | Natalia Petrovna   | Dean Carey       | -                   | -                                            |
| 1992 | The Dining Room                     | -                  | Leith Taylor     | -                   | -                                            |
| 1992 | The Greeks                          | Helena de Troya    | Lisle Jones      | -                   | -                                            |
| 1992 | Just Genes                          | -                  | -                | -                   | -                                            |
| 1988 | Territorial Rites                   | Genevieve          | Janice Hayes     | -                   | -                                            |
| 1988 | Suddenly Last Summer                | Miss Holly         | Janice Hayes     | -                   | -                                            |